# Mys Yuzhnaya Kosa
Mys Yuzhnaya Kosa (azerbajdzjanska: Cənub Dili Burnu) är en udde i Azerbajdzjan.   Den ligger i distriktet Baku, i den östra delen av landet, 60 km öster om huvudstaden Baku.
Terrängen inåt land är mycket platt. Trakten är glest befolkad. 